# Calypte costae
Calypte costae là một loài chim trong họ Trochilidae.
Nó khá phổ biến trong các bụi cây rậm rạp bên sa mạc khô cằn và bất kỳ khu vườn nào gần đó ở Tây Nam Hoa Kỳ và bán đảo Baja California của Mexico.

## Hình ảnh

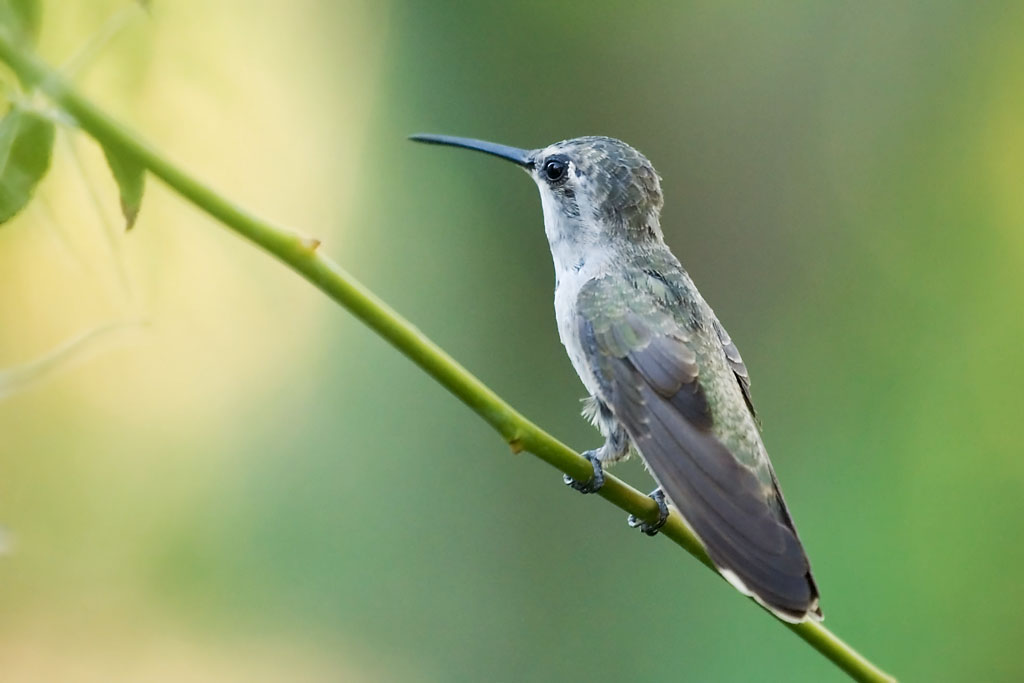
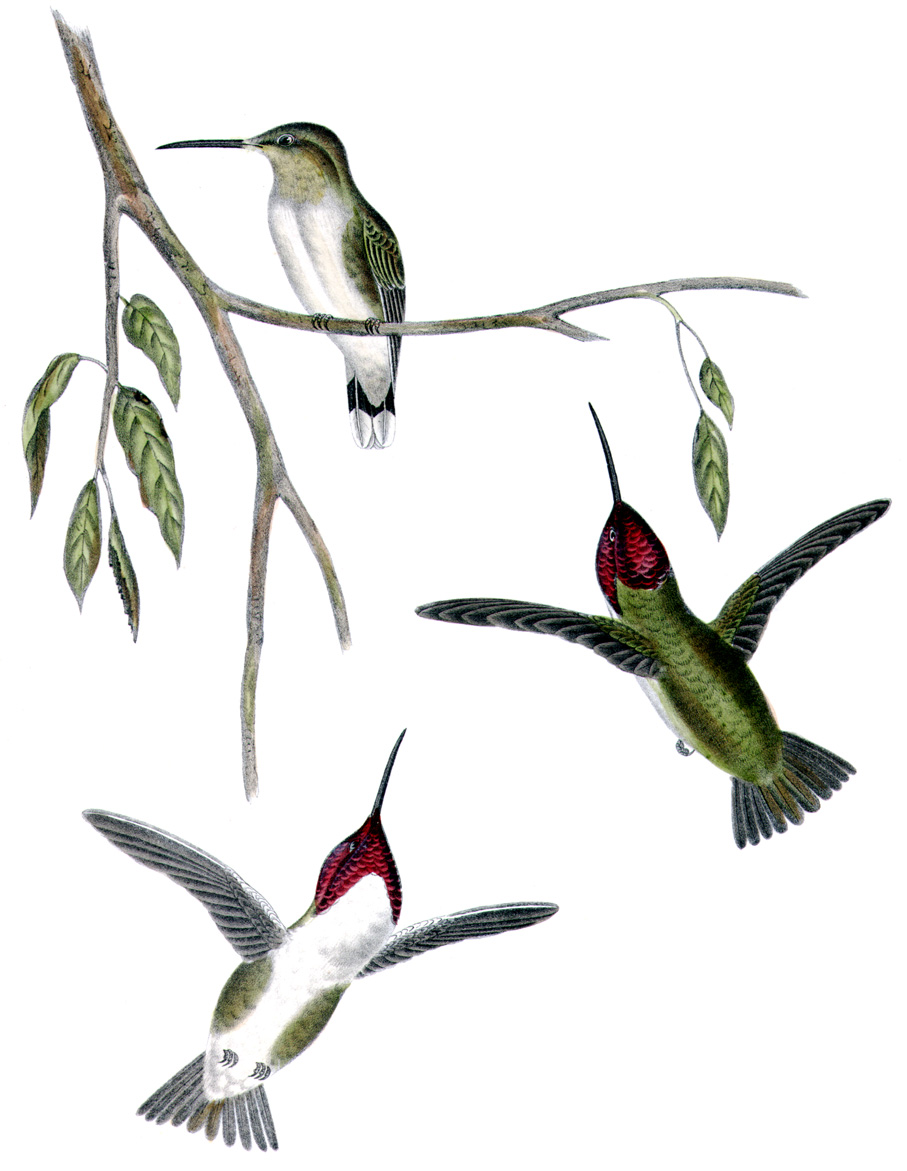
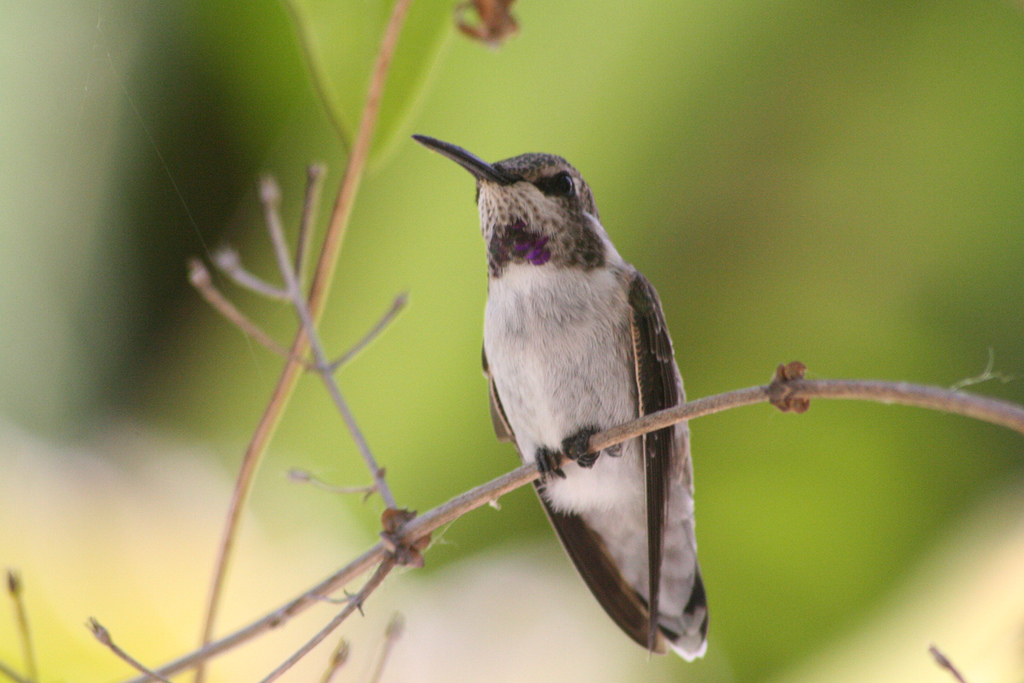
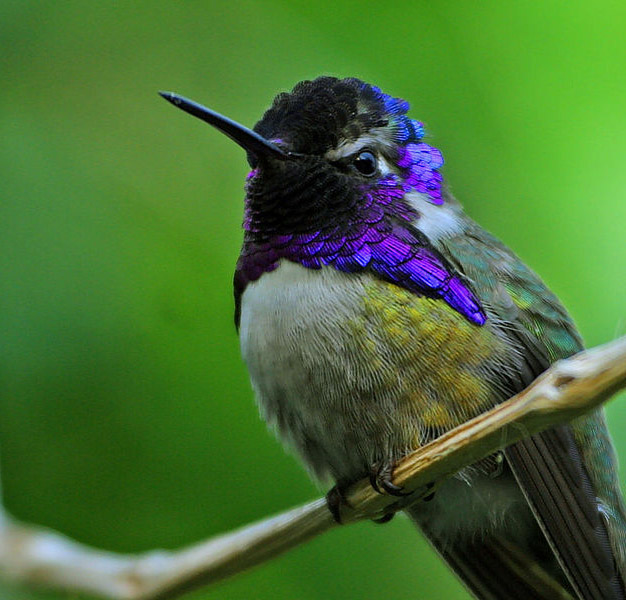
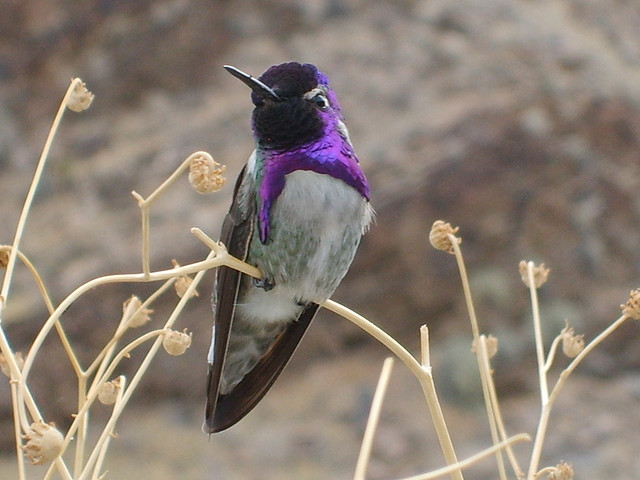